# Vlag van Oostdongeradeel

Vlag van de gemeente Oostdongeradeel
(1963-1984)

De vlag van Oostdongeradeel is op 17 december 1963 bij raadsbesluit vastgesteld als de gemeentelijke vlag van de Friese gemeente Oostdongeradeel (Fries: East-Dongeradiel). De vlag wordt als volgt beschreven:
Volgens de vlucht golvend gedeeld in drie banen van blauw, wit en blauw met een diagonaalverhouding van 2:1:2; de baan aan de broekzijde beladen met een gele lelie; de baan aan de vluchtzijde met drie gele samengebonden korenaren.
Het vlagbeeld is afgeleid van het gemeentewapen. De drie korenaren zijn dusdanig gebonden dat zij op de lelie lijken. De golvende baan stelt de loop van de Paesens voor, de korenaren duiden op de landbouw in de gemeente; de herkomst van de lelie is onbekend.
Per 1 januari 1984 is de gemeente Oostdongeradeel samen met Westdongeradeel opgegaan in de gemeente Dongeradeel. De gemeentevlag van Oostdongeradeel is hierdoor komen te vervallen. Op 1 januari 2019 is Dongeradeel opgegaan in de nieuw opgerichte gemeente Noardeast-Fryslân.

## Verwante afbeeldingen

Wapen van Oostdongeradeel
Wapen van Dongeradeel
Het wapen van Polder van Oost- en Westdongeradeel
Het wapen van Zeedijken van Oostdongeradeel
Het wapen van Zeedijken van Westdongeradeel

Aengwirden 
· Baarderadeel 
· Barradeel 
· het Bildt 
· Bolsward 
· Boornsterhem 
· Dokkum 
· Dongeradeel 
· Doniawerstal 
· Ferwerderadeel 
· Franeker 
· Franekeradeel 
· Gaasterland 
· Gaasterland-Sloten 
· Haskerland 
· Hemelumer Oldeferd 
· Hennaarderadeel 
· Hindeloopen 
· Idaarderadeel 
· IJlst 
· Kollumerland en Nieuwkruisland 
· Leeuwarderadeel 
· Lemsterland 
· Littenseradeel 
· Menaldumadeel 
· Nijefurd 
· Oostdongeradeel 
· Rauwerderhem 
· Schoterland 
· Skarsterlân 
· Sloten 
· Sneek 
· Stavoren 
· Terschelling en Vlieland 
· Utingeradeel 
· Westdongeradeel 
· Wonseradeel 
· Workum 
· Wymbritseradeel